# Аркан
Жељко Ражнатовић (Брежице, 17. април 1952 — Београд, 15. јануар 2000), познатији као Аркан, био је српски политичар, паравојни командант и спортски радник. Оснивач је и главни командант паравојне Српске добровољачке гарде (1990—1996), оснивач и први председник Странке српског јединства (1993—2000) и председник ФК Обилић (1996—1998).
Био је на Интерполовој листи током 1970-их и 1980-их година због  пљачки и убистава почињених у низу земаља широм Европе, док га је касније Хашки трибунал теретио за злочине против човечности. Све до атентата на њега у јануару 2000. године, био је најмоћнија личност организованог криминала на Балкану.
Одиграо је значају улогу током ратова у бившој Југославији, нарочито у Хрватској, Босни и Херцеговини, те на Косову и Метохији. Залагао се за српски национализам, те је често финансијски подржавао Српску православну цркву, док је 1992. године помогао у подизању Храма Христа Спаса у центру Приштине који је данас један од симбола града.

## Детињство и породица
Жељко Ражнатовић је рођен 17. априла 1952. године у Брежицама, малом словеначком месту. Његов отац, Вељко Ражнатовић је учествовао у Другом светском рату а након рата је служио као официр ваздухопловства у ЈНА у чину пуковника са којим је и пензионисан. По завршетку рата, Вељко се преселио у Словенију током времена Жељковог рођења. Млади Жељко је провео своје рано детињство у Загребу и Панчеву, пре него што се посао његовог оца преселио у југословенску престоницу Београд. Ражнатовић је Београд увек описивао као његов најдражи град. Жељков отац је рођен на Цетињу, као потомак Ражнатовић братства, и учествовао је у Народноослободилачком рату, Аркан је у својим интервјуима напомињао да је његов отац често одлазио у Приштину.
Ражнатовић је одрастао у Београду са трима старијим сестрама, строгим оцем и брижном мајком како их је све описао. Ражнатовић је у интервјуу 1991. године рекао да је његов отац живео војнички живот, да је војнички радио и да се тако оженио са Аркановом мајком, Славком. Аркан је често напомињао и то да је његов отац био веома строг, да га је често тукао и то не обичним батинама, већ би га бацио о под. У његовом детињству, Жељко је желео да постане пилот исто као његов отац. Жељкови родитељи су се развели 1964. године, када је он имао 12 година, и заједно са сестрама је прешао да живи код мајке.
У браку са Наталијом Мартиновић са којом се развео 1994. године имао је четворо деце - Војина, Николу, Милену и Машу. У браку са Светланом Величковић имао је двоје деце - Вељка и Анастасију. Из првог брака са једном Швеђанком, има сина Михајла, рођеног 1976. године. Такође је имао и двоје ванбрачне деце.

## Криминална прошлост
Своју дугу и успешну криминалну каријеру почео је када је са двадесет година илегално емигрирао на запад. Узео је надимак „Аркан“ по стрип јунаку. Као наоружани пљачкаш осуђиван је или оптуживан у Белгији, Холандији, Шведској, Немачкој, Аустрији, Швајцарској и Италији. За само четири месеца извршио је осамнаест пљачки у Шведској и дигао око 87.000 круна, поприличне паре у то доба. Затворен је у Белгији 1974, одакле је побегао 1977. Поново је ухапшен у Холандији 1979, и поново побегао 1981. Био је рањен у судару са полицијом. Прошао је кроз десетине европских затвора, укључујући и онај у Схевенингену. Ражнатовић је био на Интерполовој листи 10 најтраженијих криминалаца.
Према наводима Службе државне безбедности из Србије од 7. јануара 1991, Ражнатовић је починио прву крађу са 12 година. Са 14 година је први пут починио силовање, након чега су следила бројна разбојништва и отмице, те робијање у малолетничким домовима и затворима.
Његов велики пријатељ био је Стане Доланц, тадашњи шеф тајне полиције комунистичке Југославије и блиски Титов сарадник. Ражнатовић је за полицију радио као убица, а вероватно је по задатку и отишао на запад. Посао му је био да врши атентате над терористима, политичким емигрантима и противницима владајућег политичког режима. Течно је говорио енглески, француски и италијански, а познавао је немачки, шведски и холандски.
Вратио се у Југославију 1981. и новембра 1983. два полицајца су му упала у кућу с намером да га ухапсе. Ражнатовић је успео да их рани пуцњима из пиштоља, што га је одвело у затвор. Међутим, два дана после тога, пуштен је из притвора.

## Учешће у рату деведесетих
Пред распад СФРЈ 1990. Ражнатовић се појавио као вођа „делија“, навијача Црвене звезде.
Његово искуство у сукобу на простору Хрватске датира готово од самог почетка тог сукоба.
У време када се Хрватска наоружавала и када је њен министар војске генерал-пуковник Мартин Шпегељ на тајним састанцима говорио „Организоваћемо убијање војника и старешина [ЈНА]... То ће бити грађански рат без милости...”, 29. новембра 1990. Ражнатовића је ухапсио МУП Хрватске током рутинске полицијске контроле, на њеној територији, због ношења оружја. Ухапшен је у Двору на Уни и након шест месеци затвора (иако је осуђен на 20 месеци), под до данас неразјашњеним околностима је пуштен из загребачког затвора и вратио се у Београд. То је изазвало велику пажњу јавности и спекулисало се да је у ствари побегао или да га је ослободио Фрaњо Туђмaн по наговору Гојка Шушкa и Јосипа Мaнолићa приставши на понуду из Србије да га пусти у замену за милион марака. По Ражнатовићевој тврдњи, 11. октобра у манастиру Покајница са групом пријатеља, вођа „делија“ он је основао је и паравојну формацију „Српска добровољачка гарда“ (СДГ), познату и по имену „Арканови тигрови“.
После ослобађања, брзо се вратио у Хрватску у источну Славонију септембру 1991. године, а у језгру његове СДГ били су радници ДБ Србије. Српска добровољачка гарда се брзо прочула по насиљима, а командант је многе акције лично предводио, али је оптужен и да користи рат за богаћење и пљачку. Након што су хрватске војне јединице истеране из Вуковара, у Ердуту источно од Осијека направио је центар за обуку својих добровољаца. Јединица је потом ратовала по Лици, Банији, Кордуну и Далмацији.
Када је успостављен привидни мир између Хрватске и Републике Српске Крајине, у пролеће 1992, почео је рат у Босни и Херцеговини. Ражнатовићева „Српска добровољачка гарда“ одмах се, с локалним српским снагама, укључила у борбе у источној Босни. У општини Бијељина Срби су били већина становништва, али део наоружаних Муслимана покушао је да отме власт Србима, Аркан се појавио у Бијељини 1. априла 1992. и помогао Србима да узму власт над Бијељином, али у сукобима до укидања „ратног стања“ (до 6.5.1992), у граду је убијено око 50 лица, а већи број Муслимана је протеран после оружаних сукоба. У том периоду, Гарди се прикључио и Милорад Улемек. Јединица је у Босни и Херцеговини деловала све до краја рата.
Против Ражнатовићеве „Српске добровољачке гарде“ је након рата Међународни суд у Хагу подигао оптужнице за ратне злочине у Хрватској и Босни и Херцеговини. Између осталог, Ражнатовића је 1997. године Хашки трибунал оптужио да је командовао Гардом која је, по наводима оптужбе, одговорна за бројне злочине против човечности, озбиљно кршење Женевске конвенције и закона и обичаја рата. Ражнатовић је ове оптужбе одбацио.
Купио је нижеразредни клуб „ФК Обилић“ (1996) који је 1998. године постао првак Прве лиге. Такође је био председник фудбалског клуба Приштина.
Кратко се бавио политиком као посланик у Народној скупштини Републике Србије (1992—1993) и председник Странке српског јединства, коју је основао у јесен 1993. године.

## Атентат
Жељко Ражнатовић је убијен у атентату 15. јануара 2000. године, нешто после 17 часова, у хотелу Интерконтинентал у Београду. Сахрањен је 20. јануара на београдском Новом гробљу. Заједно са Ражнатовићем убијени су и његови пријатељи и колеге, бивши радници Савезног СУП-а, пуковник Драган Гарић и мајор Миленко Мандић, припадник СДГ, а који су се ту затекли у друштву Жељка Ражнатовића. Постоји претпоставка да је убиство било део уклањања људи који су „превише знали” и да иза њега стоји део МУП-а Србије.

## Ратни злочини
Према извештају Савезног секретаријата за народну одбрану од 1. октобра 1991. године, Аркан лично учествовао у убиствима хрватских цивила у Источној Славонији, док је према извештај органа безбедности Прве војне области од 31. децембра 1991. године, Аркан лично стрељао хрватске војне заробљенике.